# Broeck
Pour les articles homonymes, voir Broek.
Le quartier du Broeck (en néerlandais : Broek) est un quartier et ancien hameau de la commune d'Anderlecht (Région de Bruxelles-Capitale).
Il se situe dans le centre ouest de la commune, il a la particularité d'être le plus long quartier et dont le nom reste encore très méconnu des habitants.
Il est ceinturé latéralement par la rue Willemyns et le boulevard Dupuis. Le côté Ouest du quartier dès le carrefour Dupuis abrite quelques appartements de haut standing qui débouche sur la sortie 14 du Ring de Bruxelles à côté du Westland Shopping. Le côté Est est plus résidentiel avec des habitations mitoyennes.

## Histoire
Sur la carte de Ferraris (1777), Broeck est marqué comme un hameau, à l'ouest d'Anderlecht. Le hameau y est orthographié Brouck.

## Curiosités et sites importants
- Centre commercial "Westland Shopping Center"

## Accès
- 14 Anderlecht (Nord) via
- Carrefour  "Dupuis" (Grande ceinture) (depuis centre-ville)

## Liste des rues du quartier
| - rue du Broeck - rue d'Erasme - boulevard Sylvain Dupuis - rue du Serment - rue de l'Agrément - rue Pierre Vandevoorde - avenue Charles Plisnier - rue Desmosthène (>172) - rue Martin Van Lier - rue Jean Morjau - rue Gustaaf Vande Berghe - rue de l'Institut - square J. Algoet - rue Mercator - rue Adolphe Willemyns - rue Buffon (1>20)* - rue Adolphe Demunter - rue Polydore Moerman - rue du Trophée - rue du Champion - rue de la Compétition - boulevard Marie Groeninckx De May (dernier bout) - avenue d'Itterbeek (première partie) - rue Karel Vande Woestijne - rue Elskamp - rue Adolphe Prins - rue Henri Maes - rue Maria Tillmans - rue des Fruits - rue du Sillon - square Camille Paulsen - rue p. Stoppelaere - clos Hof te Ophem |